# Маркинское сельское поселение
Маркинское сельское поселение — муниципальное образование в Цимлянском районе Ростовской области России. 
Административный центр поселения — станица Маркинская.

## Административное устройство
В состав Маркинского сельского поселения входят:
- станица Маркинская (890 жителей);
- хутор Железнодорожный (560 жителей);
- станица Кумшацкая (310 жителей);
- хутор Паршиков (750 жителей);
- хутор Черкасский (215 жителей).

## Население
| 2009  | 2010  | 2012  | 2013  | 2014  | 2015  | 2016  |
| ----- | ----- | ----- | ----- | ----- | ----- | ----- |
| 3063  | ↘2776 | ↘2759 | →2759 | ↗2778 | ↘2742 | ↘2696 |
| 2017  | 2018  | 2019  | 2020  | 2021  |       |       |
| ↘2652 | ↘2595 | ↘2553 | ↘2470 | ↘2447 |       |       |